# Schema di Johari
Lo schema di Johari (o Johari window) è uno strumento della comunicazione messo a punto nel 1955 da Joseph Luft e Harry Ingham e poi ampliato e sottoposto a svariati test negli anni successivi.
Il termine "Johari" è una combinazione parzialmente storpiata delle iniziali dei nomi propri dei suoi ideatori.
Lo schema è uno strumento interpretativo ma anche d'azione, rodato dai due studiosi, per osservare/agire in contesti di comunicazione interpersonale, di dinamica di gruppo o tra gruppi. 
Studi sul campo e sperimentazioni dei due autori li portano ad evidenziare come le relazioni interpersonali/intergruppali siano dinamiche che agiscono all'interno di quattro quadranti rappresentati graficamente dallo schema seguente.

## Schema
| Arena    | Punto Cieco |
| Facciata | Ignoto      |

## I quattro quadranti
Lo schema è composto da un quadrato, esemplificato appena sopra, suddiviso in quattro quadranti. 
L'asse orizzontale (quindi ad esempio la sequenza "arena/punto cieco") indica il grado di conoscenza che la persona/gruppo ha di sé stesso in termini di personalità, atteggiamenti, impressioni ed emozioni trasmesse agli altri. Quest'ultimo tipo di conoscenza può pervenire alla persona solo dall'esterno: per questo un modo di identificare il valore su questa scala è la frequenza con cui il soggetto chiede esplicitamente un feedback agli altri sul suo comportamento e sulle impressioni che ha generato. 
L'asse verticale (quindi ad esempio la sequenza "arena/facciata") invece si riferisce al grado di conoscenza che gli altri hanno del soggetto/gruppo. 
La combinazione delle dinamiche generate dai due assi porta all'identificazione di quattro aree descritte di seguito, dove per informazioni si intendono input a 360 gradi (quindi un'accezione non informazionale o meramente computeristica binaria dell'input ma anche notevolmente qualitativa): personalità, conoscenze, emozioni, capacità, ecc.
Il primo quadrante, chiamato "arena", rappresenta le informazioni che sono note sia al soggetto che agli altri. In questo senso è anche definita come area pubblica.
Il secondo quadrante, chiamato la "facciata", comprende le informazioni che la persona conosce di sé ma che gli altri non sanno: è anche detta area privata.
Nel terzo quadrante, chiamato "punto cieco", le informazioni sulla persona sono note agli altri, ma non alla persona stessa. L'unico modo che la persona ha per acquisire informazioni in questa area cieca è attraverso il feedback diretto degli altri (espressamente richiesto o meno).
Il quarto quadrante, chiamato "ignoto", definito anche come area dell'inconscio, rappresenta le informazioni sconosciute sia al soggetto che agli altri o anche sia al gruppo A che al gruppo B. L'accesso alle informazioni dell'"area ignota" raramente può avvenire per vie dirette ma i due autori prevedono assolutamente l'esistenza di flussi di conoscenza da tale area che semplicemente in media hanno tempi di elaborazione/comprensione più lunghi da parte dei gruppi rispetto agli input provenienti da altre aree. Questo perché le informazioni dell'area inconscia sono evidentemente non formalizzate e non nascono con un intento comunicativo attivo da parte di nessun soggetto/gruppo coinvolto. Semplicemente emergono e possono esser recepite come no ovviamente (possono cioè anche non esser colte o esser fraintese, rimosse, negate, ecc.)
Si vedano di seguito nella parte dedicata ai facilitatori altre informazioni concernenti l'area ignota.

## Dinamiche di gruppo
Tramite questo schema base, declinato da tante diverse angolazioni, i due autori prendono in esame svariate dinamiche di gruppo (applicabili di fatto anche ai rapporti tra gruppi): lo schema permette sia una più corretta osservazione delle dinamiche gruppali e del loro evolversi (in quanto si ha una sorta di mappa base di lettura degli eventi che poi possono essere così più facilmente sottoposti a verifiche sperimentali foriere di euristiche) sia pure, man mano che aumenta la conoscenza delle potenzialità della Finestra di poter indirizzare le dinamiche di gruppo verso alcune specifiche evoluzioni.
Ad esempio : il soggetto (o i gruppi interi stessi) che si trovino in un ambiente favorevole tendono a ridurre il quadrante della facciata (questo è dovuto al desiderio che i soggetti almeno in potenza hanno di sentirsi partecipi di un gruppo o di dinamiche tra gruppi), aprendosi di più agli altri, ad esempio a vantaggio dell'arena, e quindi a mostrare agli altri più aspetti della propria personalità piuttosto che a mascherarsi (facciata) o a attivare inconsapevoli processi inconsci di difesa mal gestiti (punto cieco)
Una volta comprese alcune di queste dinamiche chi ha esperienza di esse può velocizzare/facilitare dinamiche intra/inter-gruppali.

## Le 5 tipologie di "facilitatori"
Joseph Luft in un'analisi indipendente dal collega nel 1969 nel volume "Of human interaction: the Johari Model" (Editore: Mayfield Publishing Company) avvia una vera e propria classificazione delle tipologie antropologiche che possono agire da facilitatori di processi intra/intergruppali. Nel sesto capitolo "Interaction and influence" indica descrivendone diverse modalità d'azione e gestione rispetto ai 4 quadranti:
1. lo Sciamano
2. il Mistico
3. il Naturalista
4. il Sacerdote
5. il Mago.

Da notare che per ognuna di queste tipologie è previsto uno specifico rapporto con l'area ignota e una diversa capacità di attivarla o meno in modo più graduale o meno.